# Harry van der Maas
Arie Jacob (Harry) van der Maas (1971) is een Nederlands bestuurder en lid van de Staatkundig Gereformeerde Partij (SGP). Sinds 2015 is hij lid van Gedeputeerde Staten van Zeeland.

## Biografie
Harry van der Maas is geboren en opgegroeid op Noord-Beveland. Zijn vader had een akkerbouwbedrijf. Het voortgezet onderwijs volgde hij in Goes. Van 1990 tot 1994 doorliep Van der Maas de pabo van de Driestar Hogeschool te Gouda en van 2002 tot 2004 studeerde hij schoolmanagement aan de Octaaf P.C. Academie te Zwolle.  
Eerst stond Van der Maas enkele jaren voor de klas. In 1998 ging hij als projectconsultant aan de slag bij Oikonomos Foundation, een ontwikkelingsorganisatie actief in verschillende landen. Met anderen zette hij innovatieve onderwijs- en gezondheidszorgprojecten op. Zo was hij betrokken bij initiatieven in Nederland, Oost-Europa en verschillende Afrikaanse landen waaronder Malawi, Zuid-Afrika en Nigeria.
Na deze periode was Van der Maas vele jaren werkzaam als directeur-bestuurder in het onderwijs. Zo gaf hij onder meer leiding aan een samenwerkingsverband van verschillende scholen in Zeeland. 

## Politiek
Van der Maas was van 1999-2003 bestuurslid van de SGP-jongeren. In 2003 werd hij voorzitter van de SGP-afdeling gemeente Veere, een functie die hij vijf jaar vervulde. 
Van 2007 tot 2015 was hij lid van Provinciale Staten van Zeeland. Sinds juli 2015 is Van der Maas lid van Gedeputeerde Staten van Zeeland. Na de Provinciale Statenverkiezingen van maart 2019, waarbij hij lijsttrekker was, begon hij in juni 2019 aan zijn tweede collegeperiode als gedeputeerde. Bij de verkiezingen van 2023 was hij wederom lijsttrekker en sinds juli 2023 is Van der Maas bezig aan zijn derde collegeperiode als gedeputeerde. 
In zijn portefeuille heeft hij de onderwerpen Cultureel Erfgoed en Museumbeleid, Mobiliteit, Leefbaarheid en Gezondheidszorg, Bestuur en Coördinatie Interbestuurlijk Toezicht, Onderwijs, IPO-Bestuur, Facilitaire en Juridische Zaken. Van der Maas is eerste waarnemend Commissaris van de Koning. Ook is hij lid van de Economic Board Zeeland. Sinds september 2023 is Van der Maas voorzitter van de bestuurlijke adviescommissie Bereikbaarheid en Infrastructuur van het  Interprovinciaal Overleg.
Bij de Tweede Kamerverkiezingen van 2023 stond Van der Maas op plek zes van de kandidatenlijst van de SGP. Bij de Europese verkiezingen van 2024 staat Van der Maas op plek 14 van de kandidatenlijst van de SGP. 

## Privé
Van der Maas is gehuwd en heeft twee kinderen.
- International Standard Name Identifier: 0000 0004 7421 8176
- Nederlandse Thesaurus van Auteursnamen: 421378646
- Virtual International Authority File: 53154921351163592170